# Logan Lerman
Logan Wade Lerman (Beverly Hills, 19 gennaio 1992) è un attore statunitense.

## Biografia
Lerman è nato e cresciuto a Beverly Hills, California. La sua famiglia è di religione ebraica. Sua madre, Lisa Goldman, è la sua manager, e suo padre, Larry Lerman, è un uomo d'affari. Ha due fratelli, Lindsey e Lucas. Ha frequentato la Beverly Hills High School.
La sua famiglia possiede l'azienda di impianti ortopedici Lerman&Son, fondata dal bisnonno di Logan, Jacob Lerman, nella Berlino del 1915. Jacob e i suoi familiari erano di origine ebraico-polacca, e dovettero lasciare la Germania a causa del regime nazista. Anche altri antenati di Logan Lerman erano ebrei immigrati da Europa orientale (Polonia, Russia e Lituania).
Lerman si è definito ossessionato dal cinema, e di essere stato "scolpito" dai film. Ha espresso interesse nello scrivere, produrre e dirigere. Wes Anderson, Stanley Kubrick, David Fincher e Peter Bogdanovich sono alcuni fra i suoi registi preferiti e ha citato American Beauty, Prossima fermata: paradiso e Se mi lasci ti cancello come alcuni fra i suoi film preferiti.

## Carriera
Lerman ha dichiarato di avere una grande passione per il mondo del cinema fin da piccolo. È apparso in alcuni spot pubblicitari negli anni novanta, ed è apparso sul grande schermo con Il patriota nel 2000, dove interpreta uno dei figli più piccoli del personaggio interpretato da Mel Gibson. Lo stesso anno ha recitato in What Women Want - Quello che le donne vogliono, interpretando il personaggio di Gibson da piccolo. L'apparizione seguente è stata nel film I ragazzi della mia vita (2001). Nel 2004 ha recitato nel film The Butterfly Effect, interpretando una versione più giovane del personaggio di Ashton Kutcher.
Il film TV del 2003 A Painted House ha fatto vincere a Lerman un Young Artist Award. Nel 2004, ha recitato nella serie televisiva Jack & Bobby, interpretando Robert "Bobby" McCallister, destinato a diventare Presidente degli USA. La serie è stata trasmessa in Italia dal 5 febbraio 2009 al 23 aprile 2009 sulla piattaforma pay digitale Premium Gallery. La serie gli ha permesso di aggiudicarsi un altro Young Artist Award.
Lerman è apparso in Hoot (2006), tratto dall'omonimo romanzo per ragazzi di Carl Hiaasen, dove ha interpretato il protagonista Roy Eberhardt. Dopo il film ha conquistato il suo terzo Young Artist Award. Nel 2007 Lerman è apparso in Number 23, dove ha interpretato Robin Sparrow, figlio del personaggio di Jim Carrey, Walter Sparrow. Lo stesso anno ha recitato nel western Quel treno per Yuma, dove ha impersonato William Evans, il figlio del personaggio di Christian Bale; Lerman ha ricevuto delle buone critiche per la sua performance ed è stato nuovamente nominato per un Young Artist Award (2008).

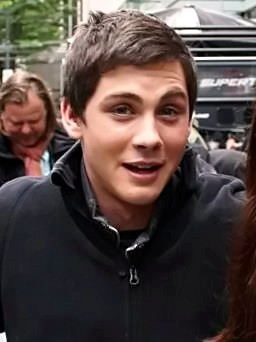
Logan Lerman a Vancouver sul set di Percy Jackson e gli dei dell'Olimpo - Il mare dei mostri (2012)

Nel 2008 ha recitato nella commedia Ti presento Bill (il suo personaggio non è mai stato chiamato per nome), e nel 2009 è apparso nel film Gamer, interpretando Simon, un adolescente appassionato di videogiochi. Nell'estate del 2009 ha avuto un ruolo di protagonista insieme a Renée Zellweger nella commedia My One and Only, interpretando la giovane versione di George Hamilton - un aspirante scrittore, che decide di accompagnare sua madre e suo fratello in giro per il paese, allo scopo di trovare un nuovo compagno per la madre.
Lerman ha recitato nel 2010 nel film Percy Jackson e gli dei dell'Olimpo - Il ladro di fulmini, nel ruolo del protagonista Percy. Il film è basato sul primo romanzo dell'omonima saga (Percy Jackson e gli dei dell'Olimpo) scritta da Rick Riordan. Ha inoltre firmato per produrre altri due film della saga, ma ha confessato che gli piacerebbe essere il protagonista in tutti e cinque. Interpreta in seguito D'Artagnan nella versione in 3D del film I tre moschettieri, per la regia di Paul W. S. Anderson, che ha iniziato le riprese nell'agosto 2010. Lerman è stato scelto per il ruolo senza aver sostenuto un'audizione. Nel 2012 è uscito il film Noi siamo infinito, che vede Lerman come protagonista accanto a Emma Watson.
Nel 2013 recita nel film Stuck in Love nel ruolo di Lou e partecipa al seguito della saga che lo vede protagonista in Percy Jackson e gli dei dell'Olimpo - Il mare dei mostri. Partecipa, inoltre, alle riprese di Noah, dove veste i panni di uno dei figli di Noè, Cam, e Fury, interpretando il giovane soldato Norman Ellison. Nel 2016 e nel 2017 ha ruoli da protagonista nei film Indignazione e The Vanishing of Sidney Hall, dove ricopre anche il ruolo di produttore.
Nel 2020 interpreta il personaggio di Jonah Heidelbaum nella serie Hunters.

## Vita privata
Il migliore amico di Lerman è l'attore Dean Collins, con il quale ha recitato in Jack & Bobby; sono rimasti buoni amici anche dopo la cancellazione della serie, e hanno lavorato di nuovo insieme in Hoot. Nel loro tempo libero, lavorano e producono piccoli video, che vengono editi su YouTube nel loro canale "monkeynuts1069". Nel 2006 Collins e Lerman hanno formato una band, gli Indigo, con il musicista Daniel Pashman; Collins è il cantante, Lerman suona la tastiera e la chitarra, e Pashman suona la batteria.
Lerman è fidanzato con Ana (Analuisa) Corrigan, una ceramista.

## Filmografia

### Attore

#### Cinema
- Il patriota (The Patriot), regia di Roland Emmerich (2000)
- What Women Want - Quello che le donne vogliono (What Women Want), regia di Nancy Meyers (2000)
- I ragazzi della mia vita (Riding in Cars with Boys), regia di Penny Marshall (2001)
- The Butterfly Effect, regia di Eric Bress e J. Mackye Gruber (2004)
- Hoot, regia di Wil Shriner (2006)
- Number 23 (The Number 23), regia di Joel Schumacher (2007)
- Quel treno per Yuma (3:10 to Yuma), regia di James Mangold (2007)
- Ti presento Bill (Meet Bill), regia di Bernie Goldmann e Melisa Wallick (2007)
- My One and Only, regia di Richard Loncraine (2009)
- Gamer, regia di Mark Neveldine e Brian Taylor (2009)
- Percy Jackson e gli dei dell'Olimpo - Il ladro di fulmini (Percy Jackson & the Olympians: The Lightning Thief), regia di Chris Columbus (2010)
- I tre moschettieri (The Three Musketeers in 3D), regia di Paul W. S. Anderson (2011)
- Noi siamo infinito (The Perks of Being a Wallflower), regia di Stephen Chbosky (2012)
- Stuck in Love, regia di Josh Boone (2012)
- Percy Jackson e gli dei dell'Olimpo - Il mare dei mostri (Percy Jackson: Sea of Monsters), regia di Thor Freudenthal (2013)
- Noah, regia di Darren Aronofsky (2014)
- Fury, regia di David Ayer (2014)
- Indignazione (Indignation), regia di James Schamus (2016)
- The Vanishing of Sidney Hall, regia di Shawn Christensen (2017)
- End of Sentence, regia di Elfar Adalsteins (2019)
- Shirley, regia di Josephine Decker (2020)
- Bullet Train, regia di David Leitch (2022)

#### Televisione
- The Flannerys, regia di Peter O'Fallon – film TV (2003)
- A Painted House, regia di Alfonso Arau – film TV (2003)
- 10-8: Officers on Duty – serie TV, episodio 1x04 (2003)
- Jack & Bobby – serie TV, 22 episodi (2004-2005)
- Hunters – serie TV, 18 episodi (2020-2023)
- We Were the Lucky Ones, regia di Thomas Kail, Amit Gupta e Neasa Hardiman – miniserie TV (2024)
- Only Murders in the Building – serie TV (2025)

### Produttore
- Indignazione (Indignation), regia di James Schamus (2016)
- The Vanishing of Sidney Hall, regia di Shawn Christensen (2017)

## Riconoscimenti
- Broadcast Film Critics Association Award
  - 2012 – Miglior interpretazione di un attore giovane per Noi siamo infinito
- Critics' Choice Awards
  - 2025 – Candidatura al miglior attore non protagonista in una miniserie o film TV per We Were the Lucky Ones[16]
- Festival di Cannes
  - 2014 – Rivelazione maschile per Fury
- MTV Movie Awards
  - 2010 Candidatura come Miglior attore emergente per Percy Jackson e gli dei dell'Olimpo: Il ladro di fulmini
  - 2010 Candidatura al Miglior combattimento per Percy Jackson e gli dei dell'Olimpo: Il ladro di fulmini
  - 2012 Candidatura al Miglior bacio (con Emma Watson) per Noi siamo infinito
  - 2012 Candidatura al Miglior momento musicale (con Emma Watson e Ezra Miller) (Noi siamo infinito)
- National Board of Review of Motion Pictures
  - 2014 Miglior cast per Fury
- Phoenix Film Critics Society Award
  - 2014 – Candidatura come miglior attore non protagonista per Fury
- San Diego Film Critics Society Award
  - 2012 – Miglior performance di gruppo per Noi siamo infinito
- Santa Barbara International Film Festival 
  - 2014 – Virtuosos Award (Fury)
- Saturn Awards
  - 2011 – Candidatura alla Miglior performance di un attore giovane per Percy Jackson e gli dei dell'Olimpo: Il ladro di fulmini
- Screen Actors Guild Award
  - 2008 – Candidatura come Miglior cast per Quel treno per Yuma
- Teen Choice Awards
  - 2010 – Candidatura al Combattimento/sequenza d'azione in un film Percy Jackson e gli dei dell'Olimpo: Il ladro di fulmini
  - 2010 – Candidatura come Attore maschile emergente per Percy Jackson e gli dei dell'Olimpo: Il ladro di fulmini
  - 2011 – Candidatura come Miglior attore in un film d'azione per I tre moschettieri
  - 2012 – Miglior attore in un film drammatico per Noi siamo infinito
  - 2012 – Candidatura al Miglior bacio (con Emma Watson) per Noi siamo infinito
  - 2015 – Candidatura come Miglior attore in un film drammatico (Fury).[17]
- Young Artist Awards
  - 2001 – Candidatura come miglior cast in un film Il patriota
  - 2004 – Miglior interpretazione in un film TV, miniserie o special – Giovane attore principale per A Painted House
  - 2005 – Miglior interpretazione in una serie TV (commedia o drammatica) – Giovane attore principale per Jack & Bobby
  - 2007 – Miglior interpretazione in un film – Giovane attore principale per Hoot
  - 2008 – Candidatura alla miglior interpretazione in un film – Giovane attore principale per Quel treno per Yuma

## Doppiatori italiani
Nelle versioni in italiano nelle opere in cui ha recitato, Logan Lerman è stato doppiato da:
- Flavio Aquilone in Hoot, Quel treno per Yuma, My One and Only (ridoppiaggio), Gamer, Percy Jackson e gli dei dell'Olimpo - Il ladro di fulmini, Percy Jackson e gli dei dell'Olimpo - Il mare dei mostri, Noah, Indignazione, La scomparsa di Sydney Hall, Bullet Train
- Manuel Meli in Jack & Bobby, Noi siamo infinito, Stuck in Love, Fury, Hunters
- Alessio Puccio in Number 23, Ti presento Bill
- Davide Perino ne I tre moschettieri, We Were the Lucky Ones
- Jacopo Bonanni in The Butterfly Effect
- Renato Novara in My One and Only